# Run (Amy Macdonald)
"Run" je pjesma škotske pjevačice Amy Macdonald, objavljena kao peti singl s njenog debitanskog albuma This Is the Life. Digitalni download i CD singl su objavljeni 3. ožujka 2008. godine, a uz njih se pojavilo i vinilno izdanje singla. Pjesmu je napisala Amy, a producirao ju je Pete Wilkinson. Pjesma se našla na broju 75. britanske ljestvice, ali je tamo provela tek jedan tjedan.

## Videospot
U spotu Amy šeta šumom u sumrak, noću te u svitanje. Pronalazi konja, a poslije i logorsku vatru.

## Popis pjesama
2-Track 
1. "Run" 03:48
2. "Rock 'n' Roll Star (akustična verzija)" 02:22

Maksi singl
1. "Run" 03:48
2. "Youth Of Today (uživo sa SWR3 New Pop Festival 2008)" 04:02
3. "Dancing in the Dark (uživo sa SWR3 New Pop Festival 2008)" 03:27
4. "Run" (spot)

## Ljestvice
Pjesma "Run" se u prvom tjednu našla na broju 75 britanske ljestvice, sljedećeg tjedna se pjesma nije uspjela plasirati. Također se plasirala u Njemačkoj na broju 36.
| Ljestvica              | Najviša pozicija |
| ---------------------- | ---------------- |
| Njemačka               | 36               |
| Ujedinjeno Kraljevstvo | 75               |